# Висконсин Делс (Висконсин)
Висконсин Делс (енгл. Wisconsin Dells) град је у америчкој савезној држави Висконсин.

## Демографија
По попису из 2010. године број становника је 2.678, што је 260 (10,8%) становника више него 2000. године.
| Група             | 2000.         | 2010.         |
| Белци             | 2.330 (96,4%) | 2.372 (88,6%) |
| Афроамериканци    | 9 (0,4%)      | 19 (0,7%)     |
| Азијати           | 6 (0,2%)      | 21 (0,8%)     |
| Хиспаноамериканци | 41 (1,7%)     | 198 (7,4%)    |
| Укупно            | 2.418         | 2.678         |